# Puymiclan
Puymiclan ist eine französische Gemeinde mit 707 Einwohnern (Stand: 1. Januar 2022) im Département Lot-et-Garonne in der Region Nouvelle-Aquitaine. Sie gehört zum Arrondissement Marmande und zum Kanton Les Coteaux de Guyenne. Die Einwohner werden Puymiclanais genannt.

## Geographie
Puymiclan liegt rund elf Kilometer östlich von Marmande. Nachbargemeinden von Puymiclan sind Seyches im Norden, Montignac-Toupinerie im Nordosten, Saint-Barthélemy-d’Agenais im Osten, Agmé im Südosten, Gontaud-de-Nogaret im Süden, Birac-sur-Trec im Südwesten sowie Virazeil im Westen.

## Bevölkerungsentwicklung
| Jahr                       | 1962 | 1968 | 1975 | 1982 | 1990 | 1999 | 2006 | 2018 |
| Einwohner                  | 690  | 657  | 602  | 575  | 565  | 568  | 535  | 668  |
| Quellen: Cassini und INSEE |      |      |      |      |      |      |      |      |

## Sehenswürdigkeiten
- Kirche Notre-Dame-des-Pins
- frühere Kirche Notre-Dame-de-Feuge, heute Markthalle
- Ruinen der Kirche Saint-Pierre-de-Londres
- Kirche von Nozières aus dem 12. Jahrhundert
- Kirche Saint-Étienne aus dem 12. Jahrhundert

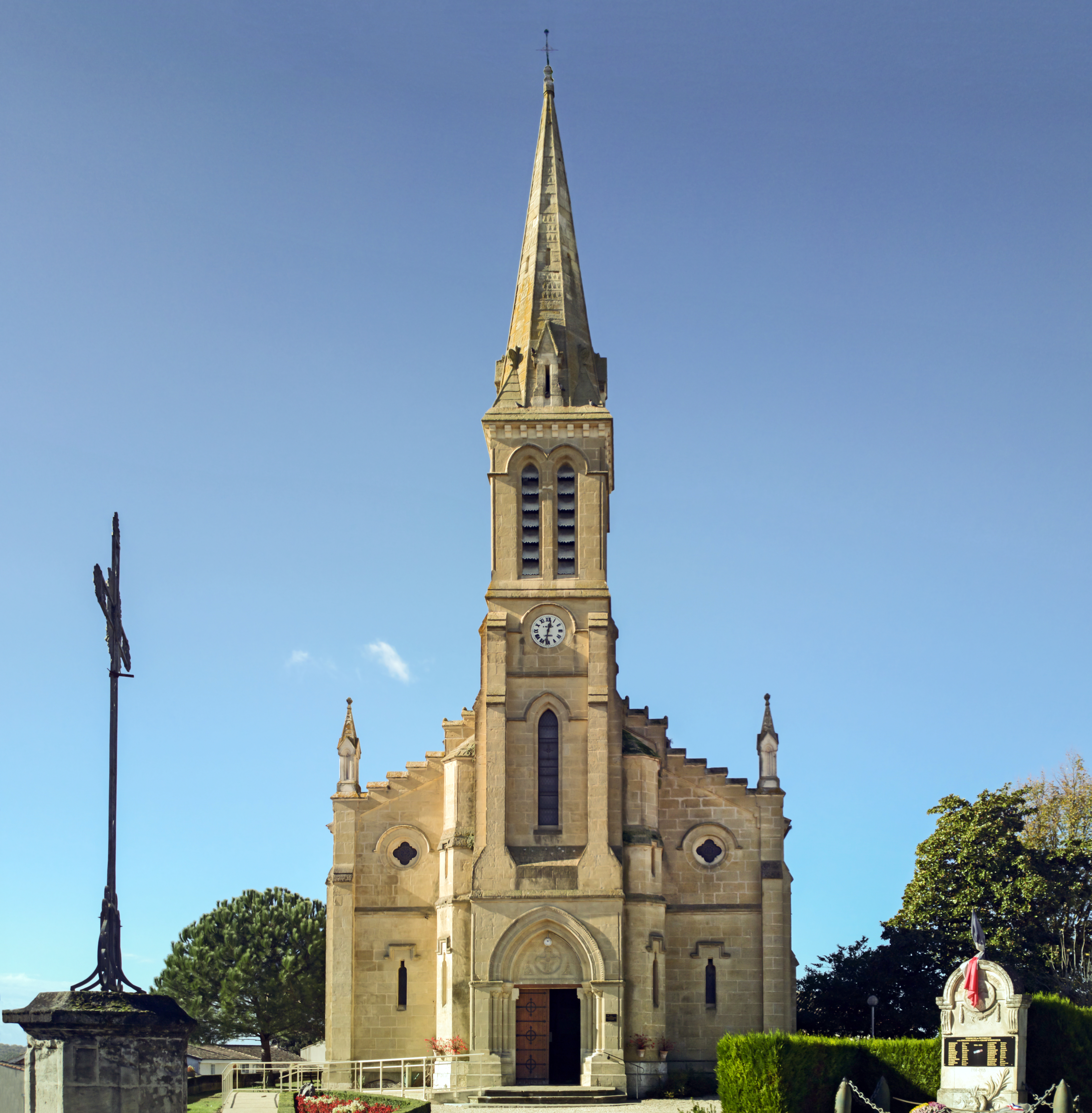
Kirche Notre-Dame
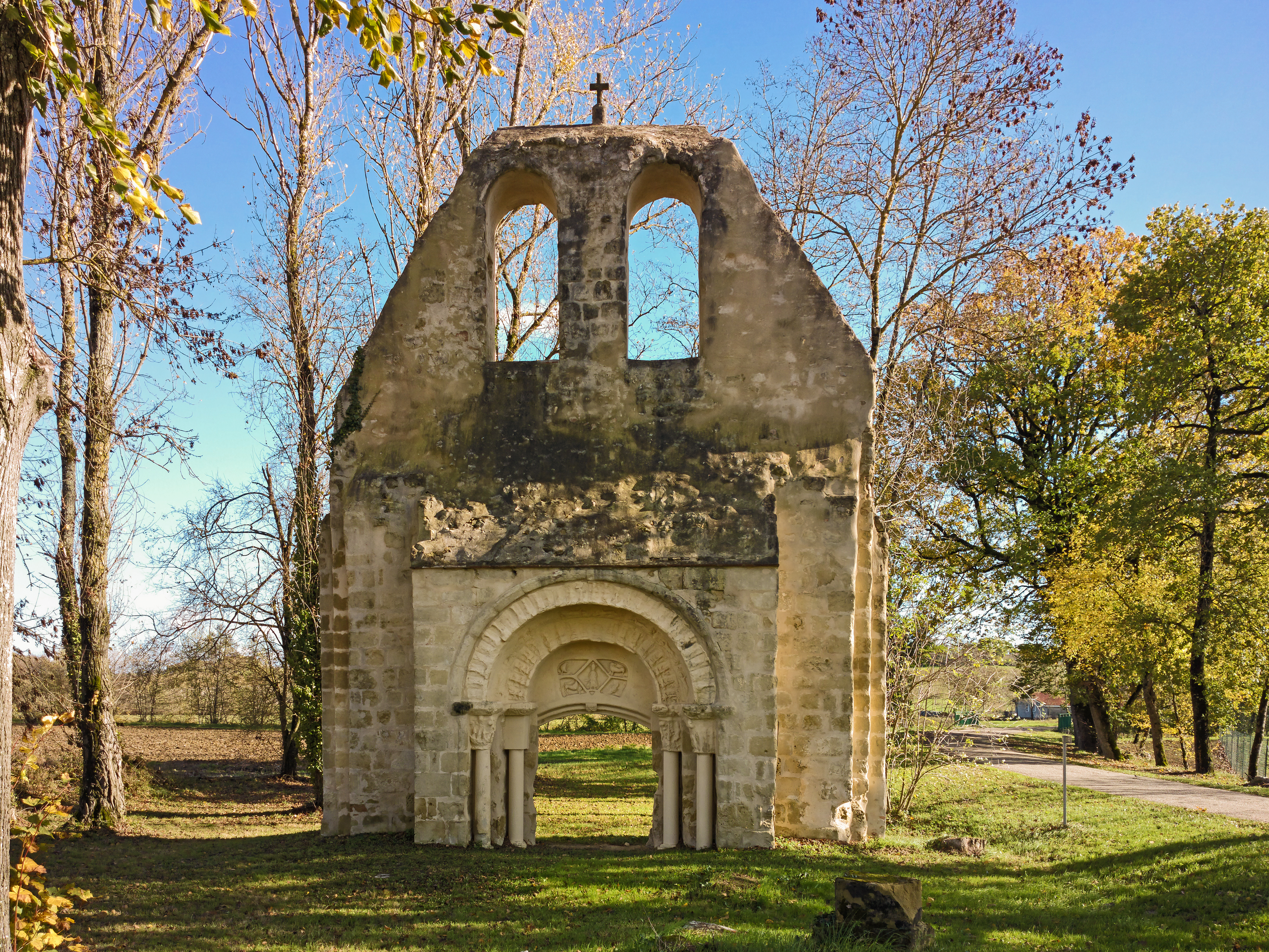
Kirchenruine Saint-Pierre-de-Londres